# Menhir de São Paio de Antas
Le menhir de São Paio de Antas (en portugais : menir de São Paio de Antas), connu également sous le nom de Menir de Pedra a Pé, est un mégalithe datant du Chalcolithique situé près de la municipalité de Esposende, dans le district de Braga (Région Nord).

## Situation
Le menhir se trouve dans la freguesia de Antas, à proximité de la Rua do Menir, et à environ 3 km de la côte atlantique.

## Description
Le menhir est constitué d'un bloc granitique d'environ 1,70 m de hauteur hors-sol. Il a un diamètre à la base de 1,50 m et un diamètre à son sommet de 0,95 m. Il est légèrement incliné vers le sud.
Daté de 3 000 à 2 000 av. J.-C., il pourrait symboliser un phallus.
À quelques kilomètres au sud-ouest se dresse le menhir de São Bartolomeu do Mar.

## Historique
Découvert en 1976, il est déclaré Immeuble d'intérêt public en 1992.